# 海野数馬
海野 数馬（うんの かずま、1889年（明治22年）6月22日 - 1971年（昭和46年）1月4日）は、明治時代後期から昭和時代の政治家、実業家。衆議院議員（3期）。

## 経歴
静岡市に生まれる。大井善吉の三男として生まれ、のち先代平作の養子となり1916年（大正5年）家督を相続し前名勇吉を改める。静岡県立静岡中学校退学。1911年（明治44年）日本大学法律科を卒業する。請負業を営む傍ら、静岡県農会議員、静岡県会議員を務めた。ほか財界では、昭和工業、昭和木材各社長を歴任した。
1928年（昭和3年）2月の第16回衆議院議員総選挙では静岡県第1区から立憲民政党所属で出馬し当選。つづく第17回、第18回総選挙でも当選し衆議院議員を3期務めた。